# Juan Andrés Ravell
Juan Andrés Ravell es un cineasta venezolano. Es fundador de El Chigüire Bipolar.

## Biografía
En 2008 fundó El Chigüire Bipolar, un periódico satírico, crítico con los gobiernos chavistas y, al mismo tiempo, de su oposición. En 2010 creó la serie web Isla presidencial, con la voz de Emilio Lovera.
En 2017 El Chigüire Bipolar ganó el premio Havel, que Ravell compartió con Oswaldo Graziani y Elio Casale.
En 2023 el diputado Diosdado Cabello anunció que demandaría a Ravell y al resto de los creadores de El Chigüire Bipolar tras una publicación satírica sobre él.
En 2024 Ravell publicó en PBS Una pauta peligrosa, un documental sobre la investigación del periodista Roberto Deniz de Armando.info, exiliado, respecto a Alex Saab y su papel en el gobierno de Nicolás Maduro.

## Filmografía
- Isla presidencial (serie)
- Una pauta peligrosa (2024)